# Váso Karandásiou
Vasilikí "Váso" Karandásiou (en grec moderne : Βασιλική "Βάσω" Καραντάσιου) est une joueuse de beach-volley grecque.
Elle remporte la médaille d'or aux Championnats d'Europe de beach-volley 2005 à Moscou, en Russie, aux côtés de Vassilikí Arvaníti.
Elle est née le 6 janvier 1973 à Athènes, en Grèce et a représenté son pays aux Jeux olympiques d'été de 2004, dans sa ville natale, après avoir également participé aux Jeux olympiques d'été de 2000. 